# غوردون موريسون
غوردون موريسون هو متزحلق جبال الألب كندي، ولد في 15 مايو 1931.

## وصلات خارجية
- غوردون موريسون على موقع أوليمبيديا (الإنجليزية)